# Avdo Međedović
Avdo Međedović (c. 1875 – 1953) fue guzla montenegrino musulmán (poeta oral y tocador de guzla) en Sandžak. Fue el intérprete más versátil y hábil de todos los encontrados por el filólogo Milman Parry y el académico Albert Lord durante sus investigaciones sobre la tradición oral épica de Bosnia, Herzegovina y Montenegro, durante los años treinta. Por petición de Parry, Avdo se comprometió a producir una obra épica de extensiones similares a la Ilíada (15.690 versos), ya que Parry necesitaba investigar si un poeta, por medio de la tradición oral, era capaz de mantener un tema de semejante longitud. Avdo dictó, durante tres días, una versión de la conocida obra La Boda de Meho Smailagić, que alcanzó una extensión de 12.323 versos. En otra ocasión, cantó durante varios días una obra épica de 13.331 versos. Avdo afirmó tener varios temas con similares extensiones en su repertorio.
Muchos años después, la Boda de Meho Smailagić fue publicada en 1974 por Albert Lord, con una traducción paralela en inglés.

## Primeros años
Međedović nació en la ciudad de Bijelo Polje (entonces parte del Imperio otomano) en 1875, en el seno de una familia musulmana eslava. Su familia tenía ascendencia ortodoxa serbia, que estuvo relacionada con el clan Rovčani, procedente de Nikšić, y convertida al islam hacía ya varios siglos atrás, aunque sin embargo, Avdo desconocía cuando o por qué su familia se convirtió al islam.

## Obra
- Ženidba Smailagić Meha (La Boda de Meho Smailagić, 1935)